# Det blåser upp en vind
Det blåser upp en vind (japanska: 風立ちぬ, Kaze tachinu?) är en japansk animerad långfilm från 2013. Den är skriven och regisserad av Hayao Miyazaki och animerad på Studio Ghibli. Filmen är baserad på Miyazakis egen korta manga med samma namn, och denna är i sin tur baserad på en novell/kortroman (skriven 1936/1937) av Tatsuo Hori. Filmen hade svensk biopremiär 4 april 2014. Hayao Miyazaki har offentligt meddelat att detta är hans sista film (som regissör).
Filmen är en fiktionaliserad biografi om Jirō Horikoshi (1903–1982), som bland annat konstruerade de båda stridsflygplanen Mitsubishi A5M och dess efterföljare Mitsubishi A6M Zero. Båda flygplanen användes av Japanska imperiet under andra världskriget. Det blåser upp en vind hade japansk biopremiär 20 juli 2013, medan biopremiär i USA skedde februari 2014, Den var 2013 års bästsäljande biofilm i Japan, hyllades av kritikerna och fick ta emot flera större biopriser. Filmen var nominerad till Oscar för bästa animerade film.

## Handling och bakgrund

### Filmens handling
Filmen är ett historiskt drama. Den baseras delvis på Tatsuo Horis berättelse om en sanatorie-patient i bergsorten Nagano, en berättelse som Miyazaki bearbetat till manga. Hori var en japansk författare, poet och översättare, verksam i mitten av 1900-talet. Denna ganska odramatiska skildring paras med inslag hämtade från en historisk stridsflygplanskonstruktörs liv. 

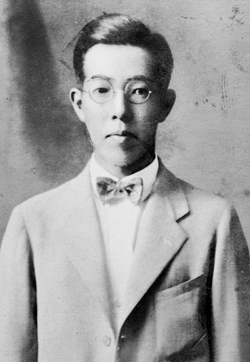
Jirō Horikoshi som universitetsstudent (1924–27).

Filmen blev, meddelat i en tidigare intervju med Miyazaki, en kombination av Horis berättelse och Horikoshis liv. Den färdiga Det blåser upp en vind är sålunda en fiktionaliserad skildring av Horikoshis liv och en blandning av biografi och fiktiva sekvenser. Man får följa en ung mans erfarenheter av jordbävningen som 1923 ödelade Tokyo, relationer och andra delar av hans liv under mellankrigstiden.
Det blåser upp en vind handlar till stora delar om en man som var besjälad av flygplan och flygande och som ägnade sitt liv åt flygande farkoster. Horikoshi bodde dock i mellankrigstidens Japanska imperium, vilket innebar att Horikoshis flygplansdrömmar kom att användas i militärens tjänst. Han utexaminerades 1927 från den nya flygingenjörsavdelningen på Tokyos universitet och kom därefter att bli anställd vid Mitsubishis flygplansfabrik i Nagoya. Där kom han att få konstruera Mitsubishi A7M (1944) samt vara en av huvudkonstruktörerna av Mitsubishi A5M (1935), Mitsubishi A6M Zero (1939) och Mitsubishi J2M (1942). Alla var stridsflygplan.
Ett återkommande inslag i filmen är Horikoshis möten i drömmen med Giovanni Battista Caproni, legendarisk italiensk fllygplanskonstruktör och grundare av bolaget Caproni. Caproni fungerar i drömscenerna som en sorts mentor för sin yngre japanske kollega, och vi får bland annat bevittna jungfruturen med den för sin tid enorma flygbåten Caproni Ca.60. Capronis bolag låg för övrigt även bakom spanings- och attackplanet Caproni Ca.309 Ghibli, som var inspirationen till Studio Ghiblis namn.

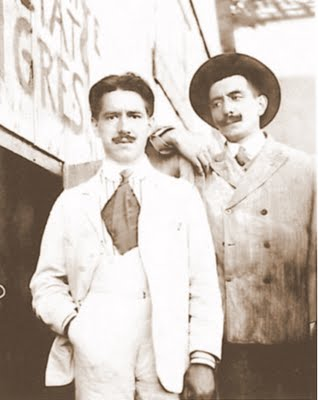
"Greve Caproni" dyker tidigt i filmen upp i den unge Jiros drömmar. Caproni (t.v., med brodern till höger) var en av sin tids mest berömda flygplanskonstruktörer.

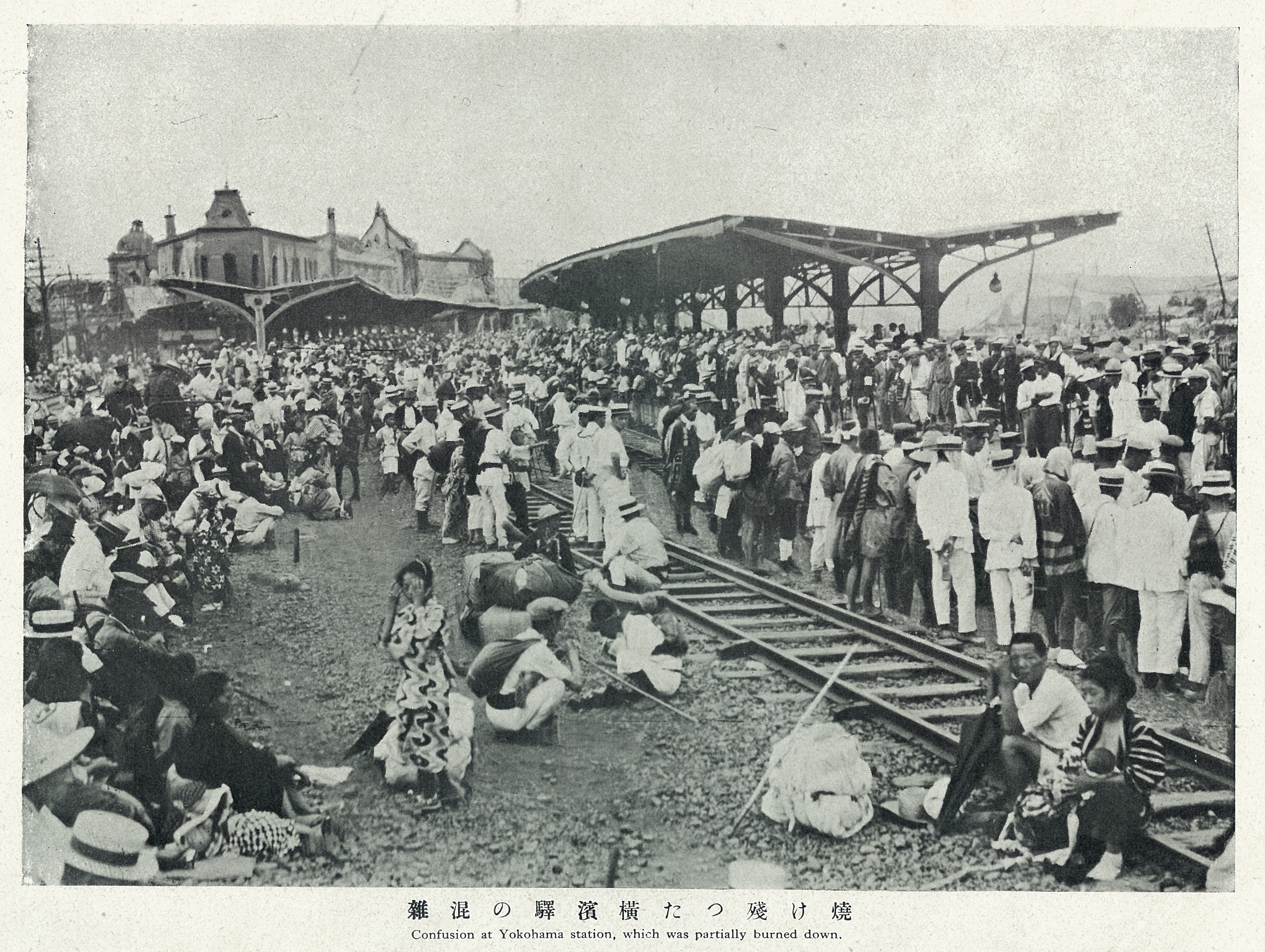
Stora Kanto-jordbävningen 1923 inträffar i filmen medan huvudpersonen åker tåg. På bilden syns stationen i Yokohama.

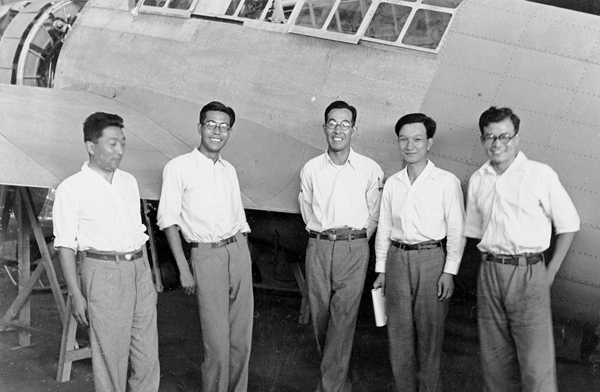
Horikoshi (mitten), omgiven av andra Mitsubishi-anställda, juli 1937.

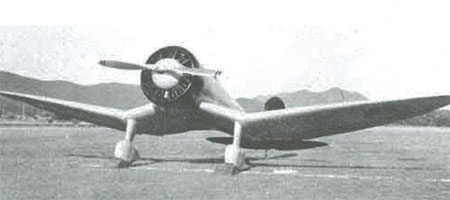
Mitsubishi A5M var ett av de flygplan som Horikoshi konstruerade. Filmen följer delvis framtagandet av den första prototypen, som hade "omvänd måsvinge".

### Kopplingen till Miyazaki
Hayao Miyazakis far livnärde familjen på sin familjefirma, där man bland annat tillverkade skevroder och vindrutetorkare åt Zero-planet. Flygplansengagemanget inom familjen var en av orsakerna till att Miyazaki redan från tidig ålder fick ett särskilt intresse för flygning, något som senare synts i många av hans filmer. Miyazaki utvecklade också en pacifism, baserat på hans bakgrund, där han i många filmer visat fram konsekvenserna av krig och militarism (exempel: Nausicaä från Vindarnas dal, Laputa – slottet i himlen, Porco Rosso, Prinsessan Mononoke och Det levande slottet).

## Rollista
(stavningar enligt svensk filmtextning)

### Familjen
- Jiro Horikoshi (japansk röst: Hideaki Anno) ♂

Ung ingenjör som drömmer om att konstruera vackra flygplan. Han blir anställd på Mitsubishi, där han sätts att rita flygplan som ska bära kulsprutor och bomber.
- Kayo Horikoshi (Mirai Shida) ♀

Horikoshis lillasyster. De två har ett ganska formellt förhållande gentemot varandra, men hon lär sig tycka om sin brors fru.
- Jiros mor (Keiko Takeshita)♀

### Mitsubishi
- Honjo (Hidetoshi Nishijima) ♂

Horikoshis närmaste kollega på Mitsubishi. De tvås vägar skiljs senare åt, när Horikoshi sätts att konstruera stridsflygplan och Honjō bombplan.
- Kurokawa (Masahiko Nishimura) ♂

En sträng och regelstyrd avdelningschef på Mitsubishi. Horikoshi låter sig dock inte provoceras och vinner så småningom hans respekt.
- Fru Kurokawa (Shinobu Otake) ♀
- Hattori (Jun Kunimura) ♂

Chefsingenjör.

### Övriga
- Nahoko Satomi (Miori Takimoto) ♀

Ung flicka som Horikoshi, enligt filmen, räddar vid en tågolycka i samband med Stora Kanto-jordbävningen 1923. Han spjälar flickans jungfrus brutna ben med sin räknesticka. Under en vistelse i bergen råkar de på varandra på nytt och blir kära i varandra. Hon befinner sig (senare) på ett sanatorium i bergen på grund av sin tuberkulos.
- Satomi (Morio Kazama) ♂

Nahokos far.
- Hans Castorp (Steve Alpert) ♂

En tysk som blir bekant med Horikoshi under en sommarsemester uppe i bergen. Han spelar piano och håller modet uppe, trots att han är eftersökt hemma i Tyskland. Figuren Castorp har lånats från Thomas Manns roman Bergtagen, där Castorp besöker ett sanatorium i Davos.
- Caproni (Nomura Mansai) ♂
- Dr. Junkers ♂

Tysk flygplanskonstruktör som 1934 tvingades bort från sitt företag. Den nya nationalsocialistiska regimen såg den pacifistiske Junkers som besvärlig, nu när hans företag hade utsetts att vara del i Tysklands upprustning.
- Messerschmitt ♂

Tysk flygplanskonstruktör.

## Produktion
Det blåser upp en vind regisserades av Hayao Miyazaki och var hans första filmregi sedan 2008 års Ponyo på klippan vid havet. Filmen är baserad på en manga av Miyazaki själv, en manga som under 2009 gick som följetong i månadstidningen Model Graphix. Handlingen i mangan är löst baserad på Tatsuo Horis kortroman/novell med samma namn, skriven 1936/1937.

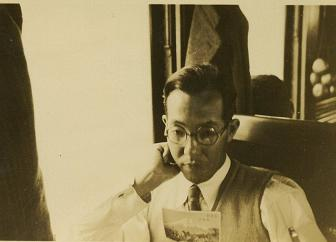
Jirō Horikoshi, oktober 1938.

November 2011 hade Miyazaki via sin producent Toshio Suzuki meddelat att filmen skulle bli en realistisk film som "inte alla i biosalongen bara kan luta sig tillbaka och lugnt avnjuta" och att han i filmen skulle komma att väva in dagens Japan. Suzuki meddelade också att filmen skulle bli någon sorts (själv)biografi.
Under 2012 ökade ryktena om att Miyazaki antingen skulle göra en uppföljare på Porco Rosso eller höll på med en film om Zero-planets skapare, doktor Jirō Horikoshi. Den officiella presentationen av filmen 13 december 2012 mer än antydde att Horikoshi nog var inblandad på något sätt. Filmens huvudfigur kom i alla fall att ha drag av Horikoshi.
Den slutliga filmen hade för ovanlighets skull – för att vara Miyazaki – inte en kvinnlig hjälte i huvudrollen. Men den var en personligt hållen biografi över en av Miyazakis egna barndomsidoler, en ingenjör som liksom han själv ägnade timme efter timme vid sitt ritbord i sin kärlek till flygplan.

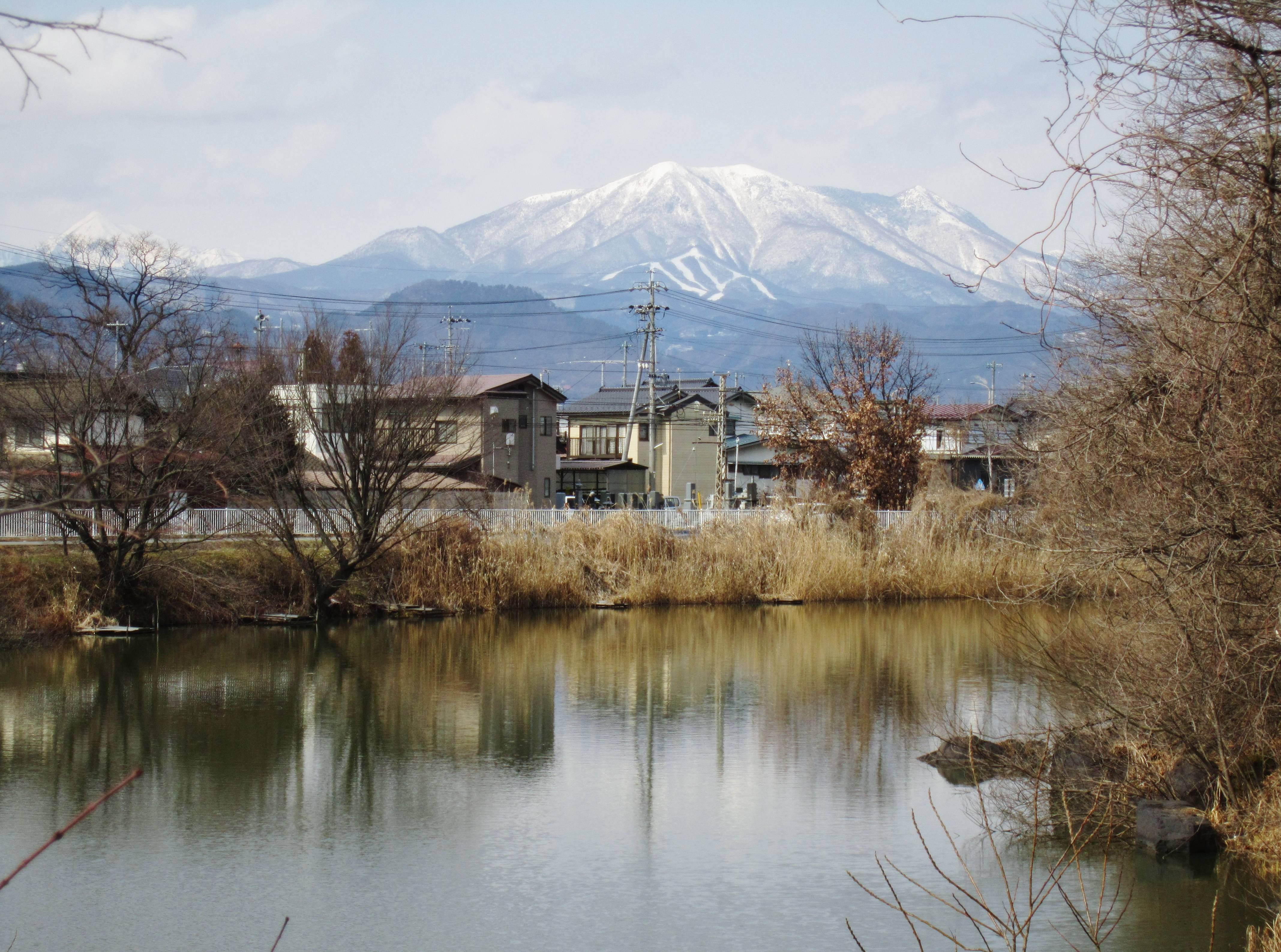
Nagano-området, där filmens sanatorium finns, ligger uppe bland de japanska bergen.

Filmens ledmotiv "Hikouki-gumo" (japanska: ひこうき雲, 'kondensationsstrimma'?) är skrivet av den japanska sångerskan och låtskrivaren Yumi Matsutōya och ingick på hennes debutalbum. Sången valdes av Toshio Suzuki, för att den passade så bra in i filmens motiv.

### Romanförlagan och filmtiteln
Filmen baserar sig till stora delar på Tatsuo Horis kortroman med samma namn (japanska: 風立ちぬ?, Kaze tachinu). Historien, skriven åren 1936/1937 (översatt till engelska 1947 som The Wind Awakes), utspelar sig på ett tuberkulossanatorium i Nagano, uppe bland bergen. Där följer handlingen den kvinnliga huvudpersonens sjukdomsförlopp, liksom den innehåller en kärlekshistoria. Denna den mest kända av Horis berättelser gick som följetong i veckotidningen Kaizō. Typiskt för mycket av Horis författande har historien döden som tema, vilket var en återspegling av hans egen kamp mot tuberkulos – det som till slut 1953 (vid 49 års ålder) tog livet av honom. Två tidigare filmer har också baserats på Horis roman.
| ”                                             | Det blåser upp en vind!… Vi måste försöka att leva! | „ |
| – Paul Valéry, "Kyrkogården vid havet" (1920) |                                                     |   |

Titeln på boken är ett citat från Paul Valérys existentiellt uppfordrande dikt "Kyrkogården vid havet" (franska: "Le cimetière marin"). Den dikten publicerades 1920, då Europa precis vaknat upp ur en drygt fyra år lång mardröm. Vissa ser diktraden som en symbol för existentialisten Miyazakis hela livsverk.

### Andra referenser
Berättelsen refererar direkt eller indirekt till Thomas Manns Bergtagen (1924), en roman med Europas intellektuella kris under mellankrigstiden som tema. I filmen är Satomi intagen på ett bergssanatorium – i likhet med Manns romanfigur Castorp – och Miyazaki låter henne där träffa denne Castorp. Miyazaki låter i filmen Horikoshi, vars kärlek till flygplan bara leder till död, drabbas av Manns rollfigurs depressiva kontemplation.

## Distribution

### Japan
Filmen planerades ha premiär samtidigt med Isao Takahatas Kaguya-hime no monogatari, sommaren 2013. Detta skulle då efterlikna parets samtidiga premiärer 1988 med sina respektive filmer Min granne Totoro och Eldflugornas grav. Februari 2013 meddelades dock att produktionsprocessen för Takahatas film är försenad och att hans film kommer att premiär först under hösten.
Det blåser upp en vind hade japansk premiär 29 juli 2013 och gick upp i 454 biosalonger. De två första dagarna drog filmen in 960 miljoner yen, årets hittills bästa första-helgen-siffra. Den blev den mest sedda biofilmen i Japan under 2013, med en omsättning på motsvarande knappt 120 miljoner US-dollar.

### Sverige
Filmen hade svensk biopremiär 4 april 2014. under titeln Det blåser upp en vind. Den engelska titeln The Wind Rises syntes dock i ett tidigt skede av bioannonseringen. Förhandsvisning av filmen skedde redan den 30 mars i Göteborg. Dagarna före den svenska premiären arrangerades en "Miyazaki-festival" i Göteborg, där tre av hans tidigare filmer visades på en av stadens biografer.

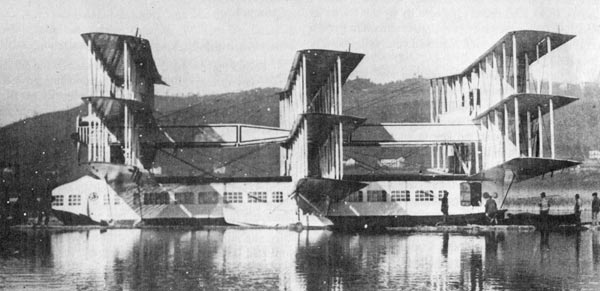
Caproni Ca.60, en italiensk flygbåt från 1921 som dyker upp i huvudfigurens drömmar.

## Mottagande och kritik

### Internationellt
Filmen har mestadels fått positiv kritikerrespons. Den blev uttagen till huvudtävlan vid filmfestivalen i Venedig 2013 och har både fått motta Japanska filmakademins pris för årets animerade film samt Golden Globe för bästa film på annat språk än engelska. Januari 2014 nominerades den till en Oscar för bästa animerade film.

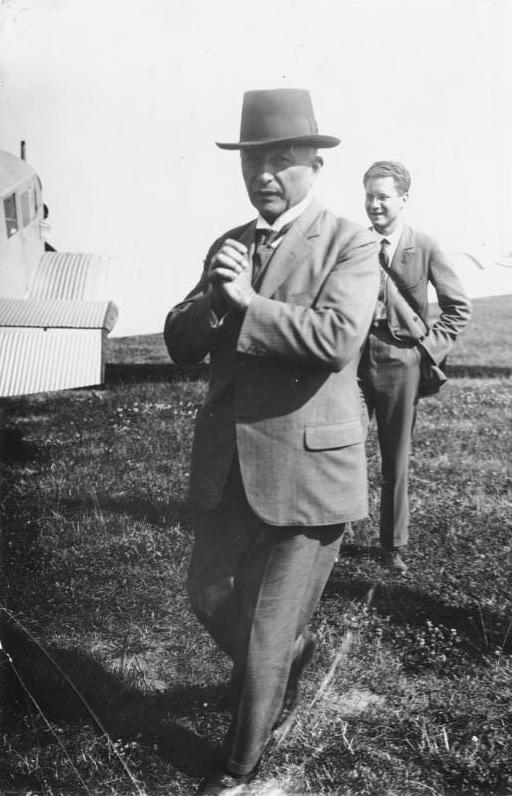
Dr. Hugo Junkers (bild från 1920) figurerar i filmen. Den pacifistiske tyske flygplanskonstruktören tvingades 1934 bort från sitt företag.

Filmen innebar ett litet avsteg från Miyazakis tendens att ha unga (ofta starka) kvinnor som huvudfigurer. Zoe Chevat på The Mary Sue menade att huvudtemat den här gången är Japan och den japanska identiteten. Hon noterade hur den japanska identiteten (förtydligad av att världen ses genom ögonen på en ung japansk ingenjör) kontrasteras mot européer och europeisk beteende. I långa panoreringar visas japanska landskap, arbetare och nya städer upp. Chevat påpekade att detta kanske är Miyazakis första rent historiska film, en film där det fantastiska tonas ner till förmån för vardagens små detaljer.
Zoe Chevat uppskattade Miyazakis noggranna exposé av Horikoshis liv, där hans drömmar konfronteras mot de snävare livsvillkoren i mellankrigstidens japanska stat. Det blåser upp en vind visar fram många av Miyazakis visuella favoritscenerier (inklusive svarta, oformliga gestalter, dominerande flygfarkoster och gröna ängder). Filmen ställer ett antal frågor om krigets och teknologins etik men lämnar tyvärr många av frågorna obesvarade.
Guillaume Loison på franska Le Nouvel Observateur hittade i det här smått melankoliska verket ett antal av Miyazakis favoritämnen – intresset för döden, det ruttna i Skapelsen och förlorade illusioner – även om de dyker upp i en betydlig mer "vuxen" film än vanligt. Loison såg flera likheter med Miyazakis äldre vapendragare Isao Takahata, vars filmer (exempelvis Eldflugornas grav) ofta utan omsvep tagit upp realistiska och mörka teman.

### Sverige
De svenska recensenterna var oense om bland annat Miyazakis presentation av den historiska epoken. Svenska Dagbladets Hynek Pallas (betyg: 4/6) ansåg att filmen borde ha tagit upp mer om andra världskriget och offren för de flygplan som Horikoshi ritade. Pallas tyckte om filmens elegans men blev inte riktigt berörd av filmen, just eftersom den inte gör upp med Japans mörka förflutna. Lika kluven var Sydsvenskans Michael Tapper (3/5), som också han beundrade filmens skönhet men gärna hade sett mer om (kopplingarna till) kriget. Göteborgs-Postens Mats Johnson (4/5) noterade att delar av filmen var en ren instruktionsfilm för flygplanskonstruktörer, men han accepterade detta med lätthet eftersom det som tog störst plats i filmen ändå var poesin och kärleken.
SVT:s Sofia Olsson (2/5) såg inte mycket av värde i filmen och tyckte både historien och rollfigurerna var präktiga och torra. Kärlekshistorien mellan Horikoshi och den TBC-sjuka unga kvinnan engagerade henne "lika mycket som en tallrik havregrynsgröt"; däremot livades hon upp av Horikoshis temperamentsfulle chef. TT:s recensent (5/5) ansåg dock att filmen hade en perfekt tonträff och att det praktfulla, varma och sorgliga lockade fram tårarna. Recensenten menade att Miyazaki uppenbart varit intresserad av paradoxen mellan flygandets skönhet och flygplanens egentliga syfte. Det här animerade dramat har vinden som egentlig huvudperson. TT summerade med att konstatera att Miyazakis filmer är "både storslagna och lågmälda, bländande vackra och charmigt knasiga" och att detta inte var ett undantag.
Vid Miyazakis avslutande presskonferens i Tokyo september 2013 ägnade han mycket tid åt kritik mot Japans krigiska förflutna och mot det stormaktskomplex som alltid funnits hos Japans högerkrafter. Därför förvånade det många att hans sista film skulle bli en ren biografi om en konstruktör av stridsflygplan. Erik Augustin Palm på Svenska Dagbladet såg det dock som ett logiskt bokslut. Miyazakis flygintresse fanns där sedan tidig ålder, inte minst eftersom familjeföretaget tillverkade flygplansdelar. Precis som en av huvudfigurerna i filmen led Miyazakis mor av tuberkulos. Och det militaristiska japanska samhället i Det blåser upp en vind ses från ögonen hos en drömmare som egentligen ville något annat. Palm ansåg också att filmens ovanligt – för att vara Miyazaki – torrt historiska prägel nog beror på att Miyazaki höll fast vid sin vision och inte tog hänsyn till andras förväntningar.

## Utmärkelser (urval)
- 2013 – Guldlejonet (nominerad)[42]
- 2014 – Annie Awards för bästa filmmanus (vinnare)[43]
- 2014 – Japanska filmakademins pris för bästa animerade film plus bästa filmmusik (vinnare)[44][45][43]
- 2014 – Golden Globe för bästa film på annat språk än engelska (nominerad)[46]
- 2014 – Oscar för bästa animerade film (nominerad)[47]